# Monde des Titounis
 (février 2019).
Le Monde des Titounis est une chaîne de comptines sur Youtube destinée aux jeunes enfants. Il comporte des caractères animaliers et des chansons françaises traditionnelles, ainsi que des traductions de chansons anglaises et allemandes traditionnelles,,.